# Dealul Perchiu
Dealul Perchiu (în maghiară Perkő, 397,7/398 m altitudine maximă) este o structură tip hogback din sudul Depresiunii Tazlău-Cașin, ca o prelungire a subcarpaților care delimitează Munții Tarcău la est: Goșmanu și Berzunți. Se află pe teritoriul municipiului Onești.

## Etimologie
Numele provine din limba maghiară, făcând parte din toponimia maghiară păstrată pe valea Trotușului, dată de primii locuitori veniți, ceangăii de origine secuiască. Ulterior, toponimia a fost găsită și de români, însă pe care au înlocuit-o în mare măsură cu una românească proprie. Rosetti a fost de acord că populația din fostul ținut Trotuș a fost înainte de descălecare de origine maghiară.
Toponimul mai poate fi găsit între satele Cleja și Livezi (Bacău), sub forma „Colțul lui Perkő”, în denumirea satului Perchiu (Bacău) și în comuna Sânzieni, Covasna.

## Localizare
Dealul se află la confluența râului Tazlău cu Trotușul, statura Perchiului dominând partea de sud a depresiunii Tazlău-Cașin și municipiul Onești, spre care converg alte doua râuri, Oituzul și Cașinul, venite dinspre sud.
Acesta este delimitat la est de culoarul Tazlăului, la sud de râul Trotuș și la vest de pârâul Caraclău, afluent al Trotușului, la vest. Limita nordică o reprezintă drumul spre Caraclău dinspre DN11 Onești – Bacău.

## Elemente de geologie

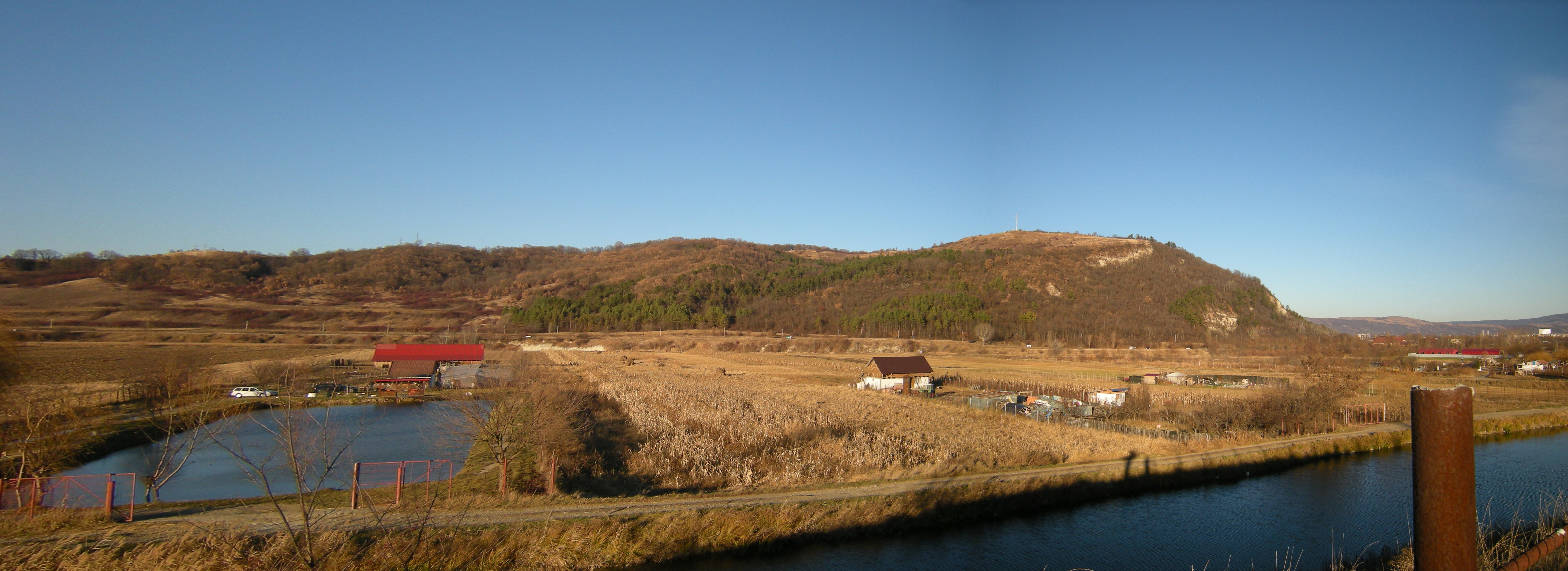
Dealul văzut din cartierul Buhoci din Onești

Din punct de vedere geologic, predomină gresiile de Tarcău și calcare dure ce ies la suprafață pe creasta dealului și în rupturile de pantă de pe fețele sudice, precum și argile sau alte roci sedimentare caracteristice flișului neogen din Subcarpații Moldovei.
Se remarcă gipsul de Perchiu, ce reprezintă un complex litologic în care gresiile și marnele alternează cu strate de gips. Acestea s-au acumulat într-un mediu lagunar, sub un climat arid. Vârsta formațiunii gipsului este burdigaliană.
Punctul de maximă altitudine este de 398 metri, (397,7) aflat în partea sud-estică a Perchiului, la nord-vest de intravilanul municipiului Onești.
Acesta se continuă spre nord cu alte culmi ale Subcarpaților Tazlăului. Culmea principală se ridică cu mai mult de 200 de metri peste lunca Trotușului.
Solul este nespecific, cernoziomul fiind bine dezvoltat în adâncime sub vegetația relictă de silvostepă.

## Elemente de geomorfologie
Din punct de vedere structural, dealul apare ca o prelungire orientată spre sud-est a Subcarpaților Moldovei care delimitează la răsărit Munții Tarcău: Goșmanu și Berzunți.

## Vegetație și faună

### Vegetație
Particularitatea formei de relief este inversarea etajelor vegetale. Astfel, flora de silvostepă se află pe culme iar pădurea caracteristică subcarpaților, la poalele dealului. Versantul sud-vestic,  favorabil dezvoltării vântului foehn în anotimpurile reci și ferit de crivăț, și versantul sudic, abrupt și însorit, adăpostesc într-o ordine inversată de la poale către vârf: etajul fagului, etajul stejarului și pajiștea caracteristică stepei.
Rășinoasele sunt dispuse într-un brâu de pini la poale, sub etajul fagului, și cu un pâlc de molizi sub etajul stepei de pe culme.
Pe deal există numeroase specii vegetale, multe dintre ele nespecifice regiunii. Dintre acestea, botaniștii au contabilizat circa 600 de specii, unele fiind foarte rare.
Există specii de arbori și arbuști termofili care au supraviețuit modificărilor climatice regionale generate de ridicarea subcarpaților, ajungând izolate în această insulă de silvostepă datorită microclimatului favorizat de geometria reliefului încă de la începuturile cutării acestuia.
Printre speciile de arbori se află: stejarul pufos (Quercus pubescens) și stejarul brumăriu (Quercus pedunculiflora), ultimul fiind nu numai în afara regiunii tipice ci și la latitudinea superioară a arealului de raspândire, cireșul pitic sau vișinelul (Cerasus fruticosa), migdalul pitic (Amygdalus nana), scorușul (Sorbus domestica), scumpia (Cotinus coggygria).
Printre plantele ierboase se întâlnesc cele specifice stepei, precum cele rare: frăsinelul alb (Dictamnus albus), zambila albicioasă (Hyacinthella leucophaea), gușa porumbarului (Silene  vulgaris), iarba șarpelui rusească (Echium russicum), sparanghelul pseudoscarbru (Asparagus pseudoscaber), sadina (Chrysopogon gryllus).
Lichenul Physcia adglutinata a fost citat pentru a doua oară în țară pe scoarța de Ulmus campestris de pe Perchiu, prima dată fiind găsit în Grădina Botanică din București.
Astfel, dealul se încadrează în zona de silvostepă a Câmpiei Române, fiind declarată o arie protejată prin H.C.J. nr. 18/1995. Prin Hotărârea de Guvern nr. 2151/2004 privind instituirea regimului de arie naturală protejată pentru noi zone, a fost reconfirmat regimul special de protecție și conservare pentru suprafața de 206,47 ha din zona dealului Perchiu. Custodia ariei protejate a fost încredințată către Direcția Silvică Bacău prin Ocolul Silvic Livezi.

#### Aria protejată Perchiu

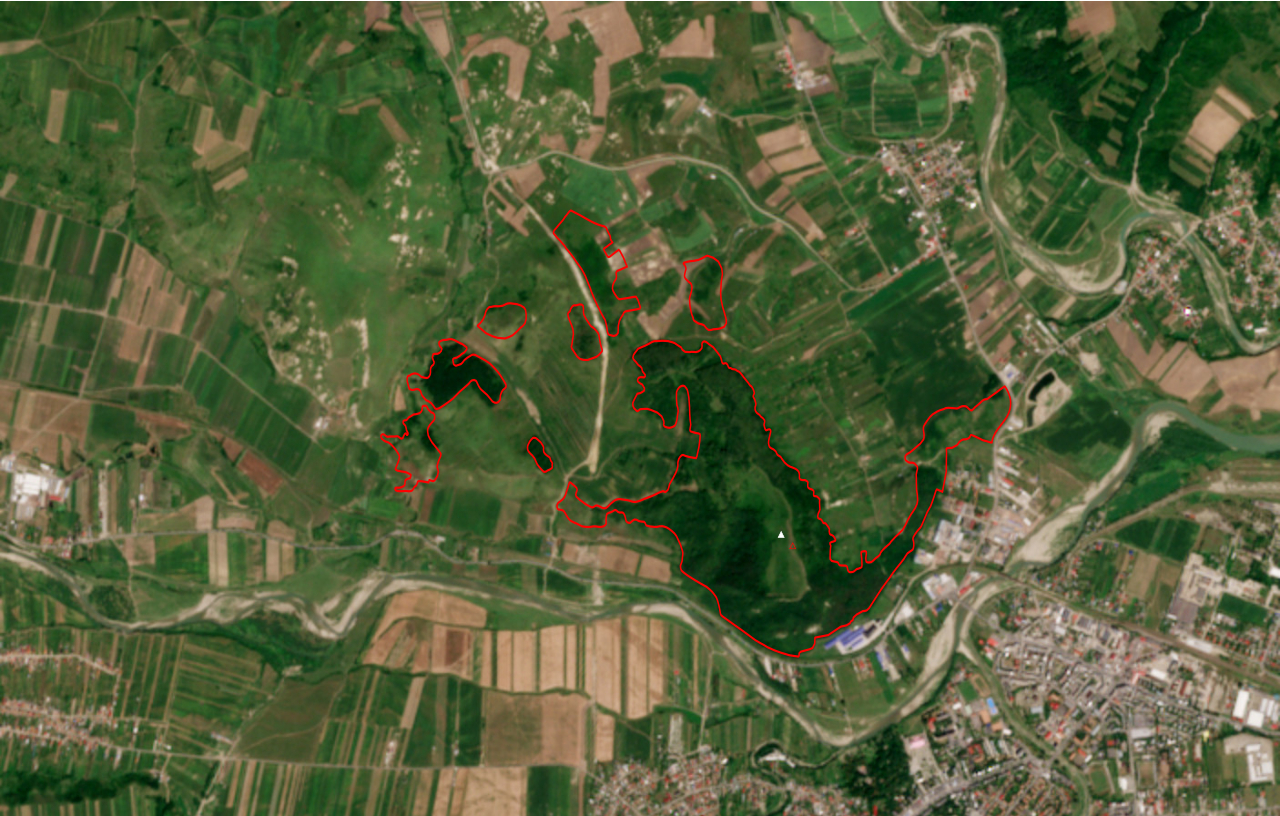
Rezervația Perchiu (ROSCI0059) văzută la 8 august 2021 din Sentinel-2. Suprafața protejată este delimitată cu dungă roșie, cu triunghiul roșu este indicat vârful dealului iar cu triunghiul alb fosta mină de gips.

În aria protejată au fost identificate 596 specii de angiosperme. Caracterul deosebit al florei rezultă din procentul mare de specii sud-estice (32,3 %) care, pe fondul florei euroasiatice (73,6 %) prevalează asupra speciilor nordice și central europene (23,2 %) deși forma de relief este situată în zona forestieră subcarpatică. Această particularitate confirmă ipoteza originii relictare a speciilor termofile.
După analize chimice efectuate pe probe de sol din Rezervația Perchiu au ieșit în evidență următoarele:
- pH slab alcalin;
- sol nesalinizat, conținutul în cloruri mai mic de 0,1% iar carbonații absenți;
- sol nepoluat organic, sau prezintă o ușoară încărcare organică și sărac în humus;
- aprovizionarea cu azot total este foarte bună;
- conținutul în fosfor total este scăzut.

### Faună
Fauna este cea caracteristică bazinului râului Trotuș:
- mamifere: viezure, vulpe, veveriță, iepure;[7]
- păsări: rândunică, pupăză, dumbrăvioară, barză albă, ulii, cucuvele;[7]

De asemenea, mai există târâtoare, rozătoare și insecte.
Conform Ordonanței de Urgență nr. 57/2007 (cu varianta reactualizată în 2011) privind regimul ariilor naturale protejate, conservarea habitatelor naturale, a florei și faunei sălbatice, sunt protejate următoarele specii: mamifere – 13 specii; păsări – 81 specii; reptile – 5 specii; amfibieni – 5 specii; nevertebrate – 5 specii și o specie de plante. Grotele stâncilor sudice adăpostesc cuiburi de ulii.
Din punct de vedere bacteriologic, valorile obținute încadrează solul în categoria a II-a de calitate (slab poluat din punct de vedere bacteriologic) și în categoria a III-a de poluare, limita inferioară.

## Elemente de geografie umană și economică
Radu Rosetti, având ca bază documente și mărturiile literaturii orale, a reconstituit în romanul istoric Cu paloșul (1905) evenimentele privind perioada următoare constituirii statului feudal Moldova, când, în 1359, voievodul Bogdan din Maramureș a trecut în Moldova și i-a alungat pe fiii lui Sas, fiind recunoscut de feudalii locali ca Voievod și Domn. În capitolul IV „Un popas de cărăuși sub Perchiu” apare:
| “ | Acei din cititorii mei care au fost la Târgu Ocnei își aduc negreșit aminte de Perchiu, dealul din fața Oneștilor; dincolo de Trotuș, și de stâncile de pe coasta de miazăzi a acestui deal, care par spânzurate în aer și gata să se prăbușească în capul călătorului silit să treacă sub ele. Acum 550 de ani ca și astăzi, drumul la Târgul Trotușului și la Ocnă trecea sub poalele Perchiului și miile de cărăuși, care aduceau sarea în toate unghiurile zării, făceau acolo, când drumul era bun, popasuri de amiază, iar când era desfundat de ploi, acel de noapte. În seara în care se petreceau cele povestite de noi în capitolul din urmă, o uriașă tabără de cărăuși plecase în revărsatul zorilor de la Gura Ocnei, unde fusese oprită vreme de două săptămâni din pricina unui dezgheț urmat de ploi. El ajunse sub Perchiu pe la asfințitul soarelui după ce necăjise ziua întreagă în noroiul cleios de pe șesul Trotușului în care roțile intrau până la butuc. Boii fusese dezjugați și sloboziți în lunca care acoperea pe atunci malurile râului, iar oamenii, uzi până la cămeșă căci spre seara începuse iar să bureze, aprinseră focurile și începură pregătirea cinei.[...] | ” |
|   | |   |

Potrivit oneșteanului Mojzi András Péter, născut în 1842, al cărui străbunic a venit în Moldova din Mereni în ultimul sfert al secolului al XVIII-lea, i-a relatat lui Pál Péter Domokos în anii 1930 următoarele: „tătarii au căzut la învoială cu preotul și au dărâmat biserica plină de popor maghiar cu tunul, de pe muntele Perkő.”  Despre tătari se știe că ultima dată au ajuns în Moldova la sfârșitul secolului al XVII-lea, fiind în concordanță cu dezvoltarea demografică a satului din secolul al XIX-lea. După acest eveniment, biserica catolică din Onești a avut turnul demolat, fiind numită „biserica ciuntită”.
La inițiativa familiei Aslan, în 1843 a început construcția bisericii ortodoxe „Sfântul Nicolae” din Onești, unde pe lângă alte materiale s-a folosit piatră de Grozești și Perchiu. Obiectivul a fost terminat în 1849.
În anul 1901 s-a înființat Banca Populară „Perchiul” în Onești.
În timpul Primului Război Mondial (1917), în vederea apărării antiaeriene a comunei Onești, au fost duse două tunuri: unul pe dealul Malu, iar al doilea pe dealul Perchiu.
În același an a fost înființat în localitate spitalul militar sub îndemnul Reginei Maria. A. Vidrașcu a scris în povestirea Flueraș următoarele:
| “ | Curtea boierească, unde trăia încă de la începutul veacului al 17-lea familia însemnată a Ceaurilor Aslan, a fost transformată în acest scop, cu multă pricepere. [...] Ea se întindea subt umbra Perchiului și-și scaldă poalele înflorite în apele Trotușului care curge la vale. | ” |
|   | |   |

Sub vârful dealului a funcționat la mijlocul secolului al XX-lea o galerie subterană pentru extragerea gipsului.
Pe vârf a fost amplasată Crucea Eroilor în anul 1999, aflată în proprietatea primăriei. De asemenea, mai există o stație radio cu o antenă aflată în proprietatea Serviciului de Telecomunicații Speciale cu patru emițătoare radio (Radio Trinitas, One World Radio (Vibe FM), Virgin Radio România (Radio 21) și KIT FM, în regim de subcontractori ai primăriei Onești. Aceste obiective sunt alimentate de o rețea electrică de joasă tensiune.

## Obiective turistice
- Dealul Perchiu (sit SCI)
- Crucea Eroilor de pe dealul Perchiu